# 裴绰 (疏勒)
裴绰（?—?），又作裴纠，唐朝时疏勒王。
与前任阿弥厥的关系不详。他在唐高祖武德年间，他离开疏勒到达唐朝。唐高祖李渊封他为鹰扬大将军、天山郡公。他长期居住在长安，后代入籍京兆府。他之后疏勒王是裴阿摩支，与他的关系不详。他的五世孙裴玢在唐宪宗元和年间担任山南西道節度使。